# 接見交通権
接見交通権（せっけんこうつうけん）とは、身体の拘束を受けている被疑者または被告人が外部の人物と面会し、また書類や物品の授受をすることができる権利である 。
また、接見指定および接見等禁止決定は、接見交通権への制限である。これらについても本項で詳述する。

## 概要
被拘束者と外部の者が面会することを「接見」といい、物品の授受をすることを「交通」という。
逮捕・勾留・他の刑の執行中である等の理由によって、被疑者・被告人は身体を拘束されることがあるが、これらの身体を拘束されている被疑者・被告人等が外部の人と接見および交通する権利が接見交通権である。また、被疑者等のみならず、弁護人をはじめとした接見しようとする外部の人に対しても接見交通権は与えられる。
このうち特に、被疑者等と弁護人（「弁護人になろうとする者」を含む。以下「弁護人等」とする。）が面会する際には、刑事裁判上特別の意義があるために、憲法上特別の権利が認められる。そのため、被疑者・被告人と弁護人の間の接見交通権は、日本国憲法によって保障された権利であると解されている。
接見した外部の者によって、証拠隠滅や訴訟戦術獲得によって真相解明が妨げられたり、新たな犯行の指示伝達が行われることを防ぐために、接見交通権をできるだけ制限したい捜査側と、被疑者または被告人の権利を守るために、自由な接見交通権を求める弁護人等の側との調和を図るために、法は調整規定をおいている。しかし、現実的には現場レベルでの調整は難しく、過去幾度となく裁判や話し合いが行われて来た。

## 被疑者・被告人と弁護人等との接見交通権
被疑者・被告人と弁護人等との接見交通は、刑事裁判において一方当事者となる被疑者・被告人にとって、外部との連絡をとって訴訟における防御活動を行うための重要な意義を有する。そのため、刑事訴訟法39条に規定が定められている。
被疑者・被告人と弁護人等とは、立会人なくして接見することが許されている。すなわち、秘密交通権（ひみつこうつうけん）が保障されている。また、刑事収容施設及び被収容者等の処遇に関する法律の適用により制限されることもあるが（同法116条及び118条）、立会人なく接見交通できる権利を有するのが原則である。
ただし、刑事訴訟法39条2項による制限が課せられる場合があるほか、刑事訴訟法39条3項は「接見指定」を定め、捜査機関が捜査のため必要がある場合に、捜査機関側が接見の時間・場所を指定できるとされている。

### 接見指定
接見指定は、弁護人等が被疑者等との接見交通を求めた場合に、検察官、検察事務官または司法警察職員が「捜査のための必要」があると判断したときは、弁護人等に対して接見できる日時・場所・時間等を指定し、接見交通権を制限することができるという制度である。刑事訴訟法39条3項に基づく。
特に被疑者については、逮捕から起訴までに厳しい時間制限が捜査機関に課せられている（203条 - 205条、208条、208条の2）ため、起訴前捜査の必要から捜査機関は接見を制限することを望む。

#### 憲法適合性
接見指定自体については、日本国憲法に違憲しているのではないかという争いがある。すなわち、憲法第34条は弁護人依頼権を定めているが、これに違反する、という主張がある。
これに対しては、判例（最高裁平成11年3月24日判決、民集53巻3号514頁、安藤・斉藤事件）は、

憲法三四条前段は、単に被疑者が弁護人を選任することを官憲が妨害してはならないということを定めたにとどまらず、被疑者に対して、弁護人を選任した上で、相談し、その助言を受けるなど弁護人から援助を受ける機会を持つことまでも実質的に保障している。（接見交通権は憲法上の権利である。）

もっとも、憲法が被疑者と弁護人等との接見交通権を保障しているからといって、接見交通権は刑罰権ないし捜査権に絶対的に優先するような性質のものではない。捜査権を行使するためには、身体を拘束して被疑者を取り調べる必要が生ずることもあるが、憲法はこのような取調べを否定するものではないから、接見交通権の行使と捜査権の行使との間に合理的な調整を図らなければならない。
憲法三四条は、身体の拘束を受けている被疑者に対して弁護人から援助を受ける機会を持つことを保障するという趣旨が実質的に損なわれない限りにおいて、法律に右の調整の規定を設けることを否定するものではない。
そして、 以下のように
1. 刑訴法三九条三項本文の予定している接見等の制限（略）が接見交通権を制約する程度は低い。（略）
2. 捜査機関において接見等の指定ができるのは、接見等を認めると取調べの中断等により捜査に顕著な支障が生ずる場合に限られる。
3. 右要件を具備する場合には、捜査機関は、弁護人等と協議してできる限り速やかな接見等のための日時等を指定し、被疑者が弁護人等と防御の準備をすることができるような措置を採らなければならない。

という点からみれば、刑訴法三九条三項本文の規定は、憲法三四条前段の弁護人依頼権の保障の趣旨を実質的に損なうものではないというべきである。

として、接見指定は合憲であることを判断した。

#### 過去の運用
かつては、一般指定書方式という方式が採用されていた。これは、
- 検察官が接見指定の必要性がある場合があると判断した被疑者について、検察官が予め「一般指定書」を担当警察署に交付しておく。
- 一般指定書が交付された場合には常に接見指定が行われている状態となる。
- この状態の被疑者に接見交通を求める者が接見するには、検察官に連絡をして、検察官が接見を認める日時・時間が記載された「具体的指定書」の交付を受け、指定書の内容にしたがって接見をしなければならない。

というものであった。
これは、問題がなければすぐに接見できたものの、事実上は検察官が接見を一般的に禁止した上で、弁護人が許可を受けるという形であり、原則として接見は自由に出来る、という接見交通権の権利としての保障に反している、と弁護士会および学説により強い批判がなされていた。また、多くの場合には弁護人が検察庁に指定書を取りに行かなければならず、検察官が在庁しないなどの理由で具体的指定書の交付を受けられず接見に大幅に時間をとられるという事態が生じていた。捜査優先による制限も著しかった。
このため、「面会切符制（めんかいきっぷせい）」などと俗称された。
こうした中、最高裁は、弁護士が接見を不当に妨げられたとして国家賠償を請求したいわゆる「杉山事件」において、「刑事手続上、最も重要な基本的権利に属する」（最高裁昭和53年7月10日判決・民集32巻5号820頁）との判断を示し、接見交通権の制限は「捜査の中断による支障が顕著な場合」に限るとしたものの、別の事件（若松事件）において最高裁は、一般的指定は検察官から警察に対して、接見を求められた場合には連絡するよう求める内部文書であり捜査機関内部の指示にすぎず、被疑者・弁護人の権利義務には影響するものではなく、接見交通権を侵害していない、としていた。
もっとも、一般的指定自体は適法であるとしても、検察官に連絡が取れなかったりたらいまわしにされるなどしてなかなか指定書の交付を受けられず接見を求めてから接見できるまでにかなりの時間を要した、という場合には、接見交通権を実質的に侵害したとする判決が下級審を中心として出されている。

#### 現在の運用
これらの批判を考慮して、昭和63年（1988年）4月1日から、法務省通達により一般的指定方式を改め、通知書方式が取られている。
すなわち、指定の可能性の通知を捜査機関内部のものであるという性格を明確にした上で、弁護人が接見を求めた場合には、警察官が検察官に指定をするか否かを確認し、指定がなければ接見できる、という方式である。検察官への確認も、弁護人が地方検察庁に赴く方式は改められ、警察官が電話やFAXによって連絡する、という方式をとっている。
この方式を採用したことで、検察官が必要ある場合にだけ指定する、という形式が明確化され、また弁護人が待たされるとしても、電話連絡のわずかな時間であるため、接見交通権を実質的に制限するものとはいえないので適法である、という肯定的な評価が高まっている。
もっとも、具体的運用はやはり難しく、接見に時間を要した場合を中心として、なおも裁判が起こされることがある。

#### 国連での指摘
拷問等禁止条約の履行状況を調査する機関である国連拷問禁止委員会は、スイスのジュネーヴで2013年（平成25年）5月21日から22日にかけて、日本に対する審査を行った。
22日に行われた審査の席上でモーリシャスのドマー委員が「（日本では）弁護人に取調べの立会がない。そのような制度だと真実でないことを真実にして、公的記録に残るのではないか。弁護人の立会が（取調べに）干渉するというのは説得力がない。（中略）これは中世のものだ。中世の名残りだ。こういった制度から離れていくべきである。日本の刑事手続を国際水準に合わせる必要がある」と指摘した。

#### 接見指定と判例
裁判になる場合
接見指定が違法であると争われる場合、刑事裁判中や準抗告によって争われる場合もあるが、多くは弁護士が被疑者・被告人および弁護士の権利を違法に侵害された、として国家賠償請求権訴訟（国家賠償法1条）を行うことが多い（以下のうち、判決日の後に「民集」とあるものは国家賠償請求事件である）。先の安藤・斉藤事件の「安藤」「斉藤」は、ともに原告となった弁護士の名前である。
逮捕直後の接見指定
（最高裁平成12年6月13日判決民集54巻5号1635頁）
被疑者が逮捕された直後の接見は、黙秘権の告知の保障など重要な意義を有するため、比較的短時間でも速やかに接見を認めることが望ましい。この判例は、初回接見を日本国憲法上の保障の出発点と位置づけている点が重要である。
起訴後の接見指定
（最高裁昭和41年7月26日決定刑集20巻6号728頁、最高裁55年4月28日決定刑集34巻3号178頁）
起訴後にA罪で勾留されている場合に、逮捕されていないB罪を理由に接見指定することは、相手方当事者たる被告人の地位を不当に侵害するために許されない。ただし、起訴後のA罪の勾留とともにB罪の逮捕が行われている場合には、B罪の捜査のための接見指定を行うことが出来る。もっとも、当事者としての地位を尊重し、被告人の防御権の不当な行使に渡らない限り、という制限がつく。
接見室の設備がない場合
（最高裁平成17年4月19日判決民集59巻3号563頁）
検察庁の庁舎に接見室がなく、代用できる設備もない場合、検察官は弁護人からの接見の要求を拒否できるものの、弁護人がなおも立会人がいる部屋でよい（秘密交通権の保障がなされなくてよい）短時間の接見（これを「面会接見」という）でもよいから、即時に接見することを要求した場合、それに配慮しなければならない。

## 被疑者等と弁護人等以外の者との接見交通権
弁護人以外の者は、法令の範囲内で接見交通を行うことができる（刑事訴訟法80条）。
具体的には、刑事収容施設及び被収容者等の処遇に関する法律及び同法の委任を受けた刑事施設及び被収容者の処遇に関する規則によって、刑事施設の長が許可した者が面会をすることができる。弁護人以外の者が面会する際は、刑事施設の長が指名する職員が立会し、書類・物品等の授受に際しては内容検査が行われる。

### 接見等禁止決定
ただし、被告人が逃亡または罪証隠滅の恐れがある場合には、刑事訴訟法81条に基づき検察官の請求により又は職権で裁判所が接見等禁止決定をなしうる（被疑者の場合は207条・81条に基づき裁判官がなしうる）。接見等禁止決定がなされた場合、弁護人及び弁護人となろうとする者以外の者が被疑者・被告人と接見や物の授受をすることは禁止されることになる。ただし、食料の差入れを禁止することは出来ない。実務上は、現金や衣服等の日用品の差入れに関してまでは禁じられることは少ない。
なお、接見等禁止決定がなされている場合でも、裁判所に接見等禁止一部解除の職権発動を求めることにより、限定的に解除される場合がある。

## 関連判例
- 杉山事件 - 最高裁判決昭和53年7月10日（民集32巻5号820頁）
- 浅井事件 - 最高裁判決平成3年5月10日（民集45巻5号919頁）
- 志布志事件 - 鹿児島地方裁判所平成20年3月24日